# عبادتگاه‌ها (آلبوم پیوریتی رینگ)
عبادتگاه‌ها (به انگلیسی: Shrines) نخستین آلبوم استودیویی از گروهٔ موسیقی الکترونیک دونفره پیوریتی رینگ می‌باشد که در ۲۰ ژوئیهٔ سال ۲۰۱۲ از سوی ۴ای‌دی منتشر گردید.